# Seznam zmagovalcev turnirjev za Grand Slam - ženske dvojice
Seznam zmagovalk teniških turnirjev za Grand Slam med ženskimi dvojicami.

## Zmagovalke po letih
Med letoma 1977 in 1985 je Odprto prvenstvo Avstralije potekalo decembra.
| Leto                | Avstralija                                                                | Francija                                       | Anglija                                 | ZDA                                       |
| ------------------- | ------------------------------------------------------------------------- | ---------------------------------------------- | --------------------------------------- | ----------------------------------------- |
| 2025                | Kateřina Siniaková Taylor Townsend                                        | Sara Errani Jasmine Paolini                    | Veronika Kudermetova · Elise Mertens    |                                           |
| 2024                | Hsieh Su-wei Elise Mertens                                                | Coco Gauff Kateřina Siniaková                  | Kateřina Siniaková Taylor Townsend      | Ljudmila Kičenok Jeļena Ostapenko         |
| 2023                | Barbora Krejčiková Kateřina Siniaková                                     | Hsieh Su-wei Wang Xinyu                        | Hsieh Su-wei Barbora Strýcová           | Gabriela Dabrowski Erin Routliffe         |
| 2022                | Barbora Krejčiková Kateřina Siniaková                                     | Caroline Garcia Kristina Mladenovic            | Barbora Krejčiková Kateřina Siniaková   | Barbora Krejčiková Kateřina Siniaková     |
| 2021                | Elise Mertens Arina Sabalenka                                             | Barbora Krejčiková Kateřina Siniaková          | Hsieh Su-wei Elise Mertens              | Samantha Stosur Žang Šuai                 |
| 2020                | Tímea Babos Kristina Mladenovic                                           | Tímea Babos Kristina Mladenovic                | odpoved                                 | Laura Siegemund Vera Zvonarjova           |
| 2019                | Samantha Stosur Žang Šuai                                                 | Tímea Babos Kristina Mladenovic                | Hsieh Su-wei Barbora Strýcová           | Elise Mertens Arina Sabalenka             |
| 2018                | Tímea Babos Kristina Mladenovic                                           | Barbora Krejčiková Kateřina Siniaková          | Barbora Krejčiková Kateřina Siniaková   | Ashleigh Barty CoCo Vandeweghe            |
| 2017                | Bethanie Mattek-Sands Lucie Šafářová                                      | Bethanie Mattek-Sands Lucie Šafářová           | Jekaterina Makarova Jelena Vesnina      | Chan Yung-jan Martina Hingis              |
| 2016                | Martina Hingis Sania Mirza                                                | Caroline Garcia Kristina Mladenovic            | Serena Williams Venus Williams          | Bethanie Mattek-Sands Lucie Šafářová      |
| 2015                | Bethanie Mattek-Sands Lucie Šafářová                                      | Bethanie Mattek-Sands Lucie Šafářová           | Martina Hingis Sania Mirza              | Martina Hingis Sania Mirza                |
| 2014                | Sara Errani Roberta Vinci                                                 | Hsieh Su-wei Peng Šuai                         | Sara Errani Roberta Vinci               | Jekaterina Makarova Jelena Vesnina        |
| 2013                | Sara Errani Roberta Vinci                                                 | Jekaterina Makarova Jelena Vesnina             | Hsieh Su-wei Peng Šuai                  | Andrea Hlaváčková Lucie Hradecká          |
| 2012                | Svetlana Kuznecova Vera Zvonarjova                                        | Sara Errani Roberta Vinci                      | Serena Williams Venus Williams          | Sara Errani Roberta Vinci                 |
| 2011                | Gisela Dulko Flavia Pennetta                                              | Andrea Hlaváčková Lucie Hradecká               | Květa Peschke Katarina Srebotnik        | Liezel Huber Lisa Raymond                 |
| 2010                | Serena Williams Venus Williams                                            | Serena Williams Venus Williams                 | Vania King Jaroslava Švedova            | Vania King Jaroslava Švedova              |
| 2009                | Serena Williams Venus Williams                                            | Anabel Medina Garrigues Virginia Ruano Pascual | Serena Williams Venus Williams          | Serena Williams Venus Williams            |
| 2008                | Alona Bondarenko Katerina Bondarenko                                      | Anabel Medina Garrigues Virginia Ruano Pascual | Serena Williams Venus Williams          | Cara Black Liezel Huber                   |
| 2007                | Cara Black Liezel Huber                                                   | Alicia Molik Mara Santangelo                   | Cara Black Liezel Huber                 | Nathalie Dechy Dinara Safina              |
| 2006                | Zi Yan Jie Zheng                                                          | Lisa Raymond Samantha Stosur                   | Zi Yan Jie Zheng                        | Nathalie Dechy Vera Zvonarjova            |
| 2005                | Alicia Molik Svetlana Kuznecova                                           | Virginia Ruano Paola Suarez                    | Cara Black Liezel Huber                 | Lisa Raymond Samantha Stosur              |
| 2004                | Virginia Ruano Paola Suarez                                               | Virginia Ruano Paola Suarez                    | Cara Black Rennae Stubbs                | Virginia Ruano Paola Suarez               |
| 2003                | Serena Williams Venus Williams                                            | Kim Clijsters Ai Sugiyama                      | Kim Clijsters Ai Sugiyama               | Virginia Ruano Paola Suarez               |
| 2002                | Martina Hingis Ana Kurnikova                                              | Virginia Ruano Paola Suarez                    | Serena Williams Venus Williams          | Virginia Ruano Paola Suarez               |
| 2001                | Serena Williams Venus Williams                                            | Virginia Ruano Paola Suarez                    | Lisa Raymond Rennae Stubbs              | Lisa Raymond Rennae Stubbs                |
| 2000                | Lisa Raymond Rennae Stubbs                                                | Martina Hingis Mary Pierce                     | Serena Williams Venus Williams          | Julie Halard-Decugis Ai Sugijama          |
| 1999                | Martina Hingis Ana Kurnikova                                              | Serena Williams Venus Williams                 | Lindsay Davenport Corina Morariu        | Serena Williams Venus Williams            |
| 1998                | Martina Hingis Mirjana Lučić                                              | Martina Hingis Jana Novotna                    | Martina Hingis Jana Novotna             | Martina Hingis Jana Novotna               |
| 1997                | Martina Hingis Natalija Zverjeva                                          | Gigi Fernández Natalija Zverjeva               | Gigi Fernández Natalija Zverjeva        | Lindsay Davenport Jana Novotna            |
| 1996                | Chanda Rubin Arantxa Sánchez                                              | Lindsay Davenport Mary Joe Fernandez           | Martina Hingis Helena Suková            | Gigi Fernández Natalija Zverjeva          |
| 1995                | Jana Novotna Arantxa Sánchez                                              | Gigi Fernández Natalija Zverjeva               | Jana Novotna Arantxa Sánchez            | Gigi Fernández Natalija Zverjeva          |
| 1994                | Gigi Fernández Natalija Zverjeva                                          | Gigi Fernández Natalija Zverjeva               | Gigi Fernández Natalija Zverjeva        | Jana Novotna Arantxa Sánchez              |
| 1993                | Gigi Fernández Natalija Zverjeva                                          | Gigi Fernández Natalija Zverjeva               | Gigi Fernández Natalija Zverjeva        | Arantxa Sánchez Helena Sukova             |
| 1992                | Arantxa Sánchez Helena Sukova                                             | Gigi Fernández Natalija Zverjeva               | Gigi Fernández Natalija Zverjeva        | Gigi Fernández Natalija Zverjeva          |
| 1991                | Patty Fendick Mary Joe Fernández                                          | Gigi Fernández Jana Novotna                    | Larisa Neiland Natalija Zverjeva        | Pam Shriver Natalija Zverjeva             |
| 1990                | Jana Novotna Helena Sukova                                                | Jana Novotna Helena Sukova                     | Jana Novotna Helena Sukova              | Gigi Fernández Martina Navratilova        |
| 1989                | Martina Navratilova Pam Shriver                                           | Larisa Neiland Natalija Zverjeva               | Jana Novotná Helena Sukova              | Hana Mandlíková Martina Navratilova       |
| 1988                | Martina Navratilova Pam Shriver                                           | Martina Navratilova Pam Shriver                | Steffi Graf Gabriela Sabatini           | Gigi Fernández Robin White                |
| 1987                | Martina Navratilova Pam Shriver                                           | Martina Navratilova Pam Shriver                | Claudia Kohde-Kilsch Helena Sukova      | Martina Navratilova Pam Shriver           |
| 1986                |                                                                           | Martina Navratilova Andrea Temesvári           | Martina Navratilova Pam Shriver         | Martina Navratilova Pam Shriver           |
| 1985                | Martina Navratilova Pam Shriver                                           | Martina Navratilova Pam Shriver                | Kathy Jordan Elizabeth Smylie           | Claudia Kohde-Kilsch Helena Suková        |
| 1984                | Martina Navratilova Pam Shriver                                           | Martina Navratilova Pam Shriver                | Martina Navratilova Pam Shriver         | Martina Navratilova Pam Shriver           |
| 1983                | Martina Navratilova Pam Shriver                                           | Rosalyn Fairbank Candy Reynolds                | Martina Navratilova Pam Shriver         | Martina Navratilova Pam Shriver           |
| 1982                | Martina Navratilova Pam Shriver                                           | Martina Navratilova Anne Smith                 | Martina Navratilova Pam Shriver         | Rosemary Casals Wendy Turnbull            |
| 1981                | Kathy Jordan Anne Smith                                                   | Rosalyn Fairbank Tanya Harford                 | Martina Navratilova Pam Shriver         | Anne Smith Kathy Jordan                   |
| 1980                | Martina Navratilova Betsy Nagelsen                                        | Kathy Jordan Anne Smith                        | Kathy Jordan Anne Smith                 | Martina Navratilova Billie Jean King      |
| 1979                | Judy Chaloner Dianne Evers                                                | Betty Stove Wendy Turnbull                     | Billie Jean King Martina Navratilova    | Betty Stove Wendy Turnbull                |
| 1978                | Mima Jaušovec Virginia Ruzici                                             | Kerry Reid Wendy Turnbull                      | Martina Navratilova Billie Jean King    | Betsy Nagelsen Renata Tomanová            |
| 1977                | Dianne Balestrat Helen Gourlay (jan) Evonne Goolagong Helen Gourlay (dec) | Regina Maršikova Pam Teeguarden                | Helen Gourlay JoAnne Russell            | Martina Navratilova Betty Stove           |
| 1976                | Evonne Goolagong Helen Gourlay                                            | Fiorella Bonicelli Gail Lovera                 | Chris Evert Martina Navratilova         | Delina Boshoff Ilana Kloss                |
| 1975                | Evonne Goolagong Peggy Michel                                             | Chris Evert Martina Navratilova                | Ann Kiyomura Kazuko Savamacu            | Margaret Smith Court Virginia Wade        |
| 1974                | Evonne Goolagong Peggy Michel                                             | Chris Evert Olga Morozova                      | Evonne Goolagong Peggy Michel           | Rosemary Casals Billie Jean King          |
| 1973                | Margaret Smith Court Virginia Wade                                        | Margaret Smith Court Virginia Wade             | Rosemary Casals Billie Jean King        | Margaret Smith Court Virginia Wade        |
| 1972                | Kerry Harris Helen Gourlay                                                | Billie Jean King Betty Stove                   | Billie Jean King Betty Stove            | Francoise Durr Betty Stove                |
| 1971                | Margaret Smith Court Evonne Goolagong                                     | Gail Chanfreau Francoise Durr                  | Rosemary Casals Billie Jean King        | Rosemary Casals Judy Tegart Dalton        |
| 1970                | Margaret Smith Court Judy Tegart Dalton                                   | Gail Chanfreau Francoise Durr                  | Rosemary Casals Billie Jean King        | Margaret Smith Court Judy Tegart Dalton   |
| 1969                | Margaret Smith Court Judy Tegart Dalton                                   | Francoise Durr Ann Haydon Jones                | Margaret Smith Court Judy Tegart Dalton | Francoise Durr Darlene Hard               |
| 1968                | Karen Krantzcke Kerry Reid                                                | Francoise Durr Ann Haydon Jones                | Rosemary Casals Billie Jean King        | Maria Bueno Margaret Smith Court          |
| ↑ Odprti turnirji ↑ |                                                                           |                                                |                                         |                                           |
| 1967                | Lesley Turner Judy Tegart Dalton                                          | Françoise Dürr Gail Sheriff                    | Rosemary Casals Billie Jean King        | Rosemary Casals Billie Jean King          |
| 1966                | Carole Graebner Nancy Richey                                              | Margaret Smith Judy Tegart Dalton              | Maria Bueno Billie Jean Moffitt         | Maria Bueno Nancy Richey                  |
| 1965                | Margaret Smith Lesley Turner                                              | Margaret Smith Lesley Turner                   | Maria Bueno Nancy Richey                | Carole Graebner Nancy Richey              |
| 1964                | Judy Tegart Dalton Lesley Turner                                          | Margaret Smith Lesley Turner                   | Margaret Smith Lesley Turner            | Billie Jean Moffitt Karen Susman          |
| 1963                | Margaret Smith Robyn Ebbern                                               | Ann Haydon Jones Renée Schuurman               | Maria Bueno Darlene Hard                | Robyn Ebbern Margaret Smith               |
| 1962                | Margaret Smith Robyn Ebbern                                               | Sandra Reynolds Price Renée Schuurman          | Karen Hantze Susman Billie Jean Moffitt | Darlene Hard Maria Bueno                  |
| 1961                | Mary Carter Reitano Margaret Smith                                        | Sandra Reynolds Price Renée Schuurman          | Karen Hantze Billie Jean Moffitt        | Darlene Hard Lesley Turner                |
| 1960                | Maria Bueno Christine Truman                                              | Maria Bueno Darlene Hard                       | Maria Bueno Darlene Hard                | Maria Bueno Darlene Hard                  |
| 1959                | Renée Schuurman Sandra Reynolds                                           | Renée Schuurman Sandra Reynolds                | Jeanne Arth Darlene Hard                | Darlene Hard Jeanne Arth                  |
| 1958                | Mary Bevis Hawton Thelma Coyne Long                                       | Rosie Reyes Yola Ramírez                       | Maria Bueno Althea Gibson               | Darlene Hard Jeanne Arth                  |
| 1957                | Althea Gibson Shirley Fry                                                 | Shirley Bloomer Darlene Hard                   | Althea Gibson Darlene Hard              | Louise Brough Margaret du Pont            |
| 1956                | Mary Bevis Hawton Thelma Coyne Long                                       | Angela Buxton Althea Gibson                    | Angela Buxton Althea Gibson             | Louise Brough Margaret du Pont            |
| 1955                | Mary Bevis Hawton Beryl Penrose                                           | Beverly Fleitz Darlene Hard                    | Angela Mortimer Anne Shilcock           | Louise Brough Margaret du Pont            |
| 1954                | Mary Bevis Hawton Beryl Penrose                                           | Maureen Connolly Nell Hopman                   | Louise Brough Margaret du Pont          | Shirley Fry Doris Hart                    |
| 1953                | Maureen Connolly Julia Sampson                                            | Doris Hart Shirley Fry                         | Doris Hart Shirley Fry                  | Shirley Fry Doris Hart                    |
| 1952                | Thelma Coyne Long Nancye Wynne Bolton                                     | Doris Hart Shirley Fry                         | Doris Hart Shirley Fry                  | Shirley Fry Doris Hart                    |
| 1951                | Thelma Coyne Long Nancye Wynne Bolton                                     | Doris Hart Shirley Fry                         | Doris Hart Shirley Fry                  | Shirley Fry Doris Hart                    |
| 1950                | Louise Brough Doris Hart                                                  | Doris Hart Shirley Fry                         | Louise Brough Margaret du Pont          | Louise Brough Margaret du Pont            |
| 1949                | Thelma Coyne Long Nancye Wynne Bolton                                     | Margaret du Pont Louise Brough                 | Louise Brough Margaret du Pont          | Louise Brough Margaret du Pont            |
| 1948                | Thelma Coyne Long Nancye Wynne Bolton                                     | Doris Hart Patricia Todd                       | Louise Brough Margaret Osborne du Pont  | Louise Brough Margaret du Pont            |
| 1947                | Thelma Coyne Long Nancye Wynne Bolton                                     | Louise Brough Margaret Osborne                 | Patricia Todd Doris Hart                | Louise Brough Margaret Osborne            |
| 1946                | Joyce Fitch Mary Bevis                                                    | Louise Brough Margaret Osborne                 | Louise Brough Margaret Osborne          | Louise Brough Margaret Osborne            |
| 1945                |                                                                           | P. Fritz Simone Iribarne Lafargue              |                                         | Louise Brough Margaret Osborne            |
| 1944                |                                                                           |                                                |                                         | Louise Brough Margaret Osborne            |
| 1943                |                                                                           |                                                |                                         | Louise Brough Margaret Osborne            |
| 1942                |                                                                           |                                                |                                         | Louise Brough Margaret Osborne            |
| 1941                |                                                                           |                                                |                                         | Sarah Palfrey Fabyan Margaret Osborne     |
| 1940                | Thelma Coyne Nancye Wynne Bolton                                          |                                                |                                         | Sarah Palfrey Fabyan Alice Marble         |
| 1939                | Thelma Coyne Nancye Wynne                                                 | Simone Mathieu Jadwiga Jedrzejowska            | Sarah Palfrey Fabyan Alice Marble       | Sarah Palfrey Fabyan Alice Marble         |
| 1938                | Thelma Coyne Nancye Wynne                                                 | Simone Mathieu Billy Yorke                     | Sarah Palfrey Fabyan Alice Marble       | Sarah Palfrey Fabyan Alice Marble         |
| 1937                | Thelma Coyne Nancye Wynne                                                 | Simone Mathieu Billy Yorke                     | Simone Mathieu Billy Yorke              | Sarah Palfrey Fabyan Alice Marble         |
| 1936                | Thelma Coyne Nancye Wynne                                                 | Simone Mathieu Billy Yorke                     | Freda James Kay Stammers                | Marjorie Van Ryn Carolin Babcock          |
| 1935                | Evelyn Dearman Nancye W. Lyle                                             | Margaret Scriven Kay Stammers                  | Freda James Kay Stammers                | Helen Jacobs Sarah Palfrey Fabyan         |
| 1934                | Margaret Molesworth Emily Hood Westacott                                  | Simone Mathieu Elizabeth Ryan                  | Simone Mathieu Elizabeth Ryan           | Helen Jacobs Sarah Palfrey                |
| 1933                | Margaret Molesworth Emily Hood Westacott                                  | Simone Mathieu Elizabeth Ryan                  | Simone Mathieu Elizabeth Ryan           | Betty Nuthall Freda James                 |
| 1932                | Coral Buttsworth Marjorie Cox Crawford                                    | Helen Wills Moody Elizabeth Ryan               | Doris Metaxa Josane Sigart              | Helen Jacobs Sarah Palfrey                |
| 1931                | Daphne Akhurst Cozens Louise Bickerton                                    | Eileen Bennett Whittingstall Betty Nuthall     | Phyllis Mudford Dorothy S. Barron       | Betty Nuthall Eileen Whittingstall        |
| 1930                | Margaret Molesworth Emily Hood                                            | Helen Wills Moody Elizabeth Ryan               | Helen Wills Moody Elizabeth Ryan        | Betty Nuthall Sarah Palfrey               |
| 1929                | Daphne Akhurst Esna Boyd                                                  | Lili Álvarez Kea Bouman                        | Peggy Saunders Phoebe Holcroft Watson   | Phoebe Holcroft Watson Peggy Michell      |
| 1928                | Daphne Akhurst Esna Boyd                                                  | Phoebe Holcroft Watson Eileen Bennett          | Peggy Saunders Phoebe Holcroft Watson   | Hazel Hotchkiss Wightman Helen Wills      |
| 1927                | Meryl O'Hara Wood Louise Bickerton                                        | Irene Peacock Bobby Heine                      | Helen Wills Elizabeth Ryan              | Kathleen McKane Godfree Ermyntrude Harvey |
| 1926                | Meryl O'Hara Wood Esna Boyd                                               | Suzanne Lenglen Julie Vlasto                   | Mary Browne Elizabeth Ryan              | Elizabeth Ryan Eleanor Goss               |
| 1925                | Sylvia Lance Harper Daphne Akhurst                                        | Suzanne Lenglen Julie Vlasto                   | Suzanne Lenglen Elizabeth Ryan          | Mary Browne Helen Wills                   |
| 1924                | Daphne Akhurst Sylvia Lance                                               |                                                | Hazel Hotchkiss Wightman Helen Wills    | Hazel Hotchkiss Wightman Helen Wills      |
| 1923                | Esna Boyd Sylvia Lance                                                    | Geraldine Beamish Kathleen McKane Godfree      | Suzanne Lenglen Elizabeth Ryan          | Kathleen McKane Godfree Phyllis Covell    |
| 1922                | Esna Boyd Majorie Mountain                                                | Suzanne Lenglen Elizabeth Ryan                 | Suzanne Lenglen Elizabeth Ryan          | Marion Zinderstein Jessup Helen Wills     |
| 1921                |                                                                           | Suzanne Lenglen Germaine Golding               | Suzanne Lenglen Elizabeth Ryan          | Mary Browne Mrs. R.H. Williams            |
| 1920                |                                                                           | Dorothy Holman Phyllis Satterwaithe            | Suzanne Lenglen Elizabeth Ryan          | Marion Zinderstein Eleanor Goss           |
| 1919                |                                                                           |                                                | Suzanne Lenglen Elizabeth Ryan          | Marion Zinderstein Eleanor Goss           |
| 1918                |                                                                           |                                                |                                         | Marion Zinderstein Eleanor Goss           |
| 1917                |                                                                           |                                                |                                         | Molla Bjurstedt Eleanora Sears            |
| 1916                |                                                                           |                                                |                                         | Molla Bjurstedt Eleanora Sears            |
| 1915                |                                                                           |                                                |                                         | Hazel Hotchkiss Wightman Eleanora Sears   |
| 1914                |                                                                           | Suzanne Lenglen Elizabeth Ryan                 | Agatha Morton Elizabeth Ryan            | Mary Browne Mrs. R.H. Williams            |
| 1913                |                                                                           |                                                | Winifred McNair Dora Boothby            | Mary Browne Mrs. R.H. Williams            |
| 1912                |                                                                           |                                                |                                         | Mary Browne Dorothy Green                 |
| 1911                |                                                                           |                                                |                                         | Hazel Hotchkiss Eleanora Sears            |
| 1910                |                                                                           |                                                |                                         | Hazel Hotchkiss Edith Rotch               |
| 1909                |                                                                           |                                                |                                         | Hazel Hotchkiss Edith Rotch               |
| 1908                |                                                                           |                                                |                                         | Evelyn Sears Margaret Curtis              |
| 1907                |                                                                           |                                                |                                         | Marie Wimer Carrie Neely                  |
| 1906                |                                                                           |                                                |                                         | Mrs. L.S. Coe Mrs. D.S. Platt             |
| 1905                |                                                                           |                                                |                                         | Helen Homans Carrie Neely                 |
| 1904                |                                                                           |                                                |                                         | Mary Sutton Miriam Hall                   |
| 1903                |                                                                           |                                                |                                         | Elisabeth Moore Carrie Neely              |
| 1902                |                                                                           |                                                |                                         | Juliette Atkinson Marion Jones            |
| 1901                |                                                                           |                                                |                                         | Juliette Atkinson Myrtle McAteer          |
| 1900                |                                                                           |                                                |                                         | Edith Parker Hallie Champlin              |
| 1899                |                                                                           |                                                |                                         | Jane Craven Myrtle McAteer                |
| 1898                |                                                                           |                                                |                                         | Juliette Atkinson Kathleen Atkinson       |
| 1897                |                                                                           |                                                |                                         | Juliette Atkinson Kathleen Atkinson       |
| 1896                |                                                                           |                                                |                                         | Elisabeth Moore Juliette Atkinson         |
| 1895                |                                                                           |                                                |                                         | Helen Hellwig Juliette Atkinson           |
| 1894                |                                                                           |                                                |                                         | Helen Hellwig Juliette Atkinson           |
| 1893                |                                                                           |                                                |                                         | Aline Terry Hattie Butler                 |
| 1892                |                                                                           |                                                |                                         | Mabel Cahill Adeline McKinlay             |
| 1891                |                                                                           |                                                |                                         | Mabel Cahill Mrs. W. Fellowes Morgan      |
| 1890                |                                                                           |                                                |                                         | Ellen Roosevelt Grace Roosevelt           |
| 1889                |                                                                           |                                                |                                         | Bertha Townsend Margarette Ballard        |

## Najuspešnejše tenisačice (vsaj 5 naslovov)
| Naslovi | Tenisačice |
| ------- | --- |
| 31      | / Martina Navratilova |
| 21      | Louise Brough Clapp, Margaret Osborne duPont, Pam Shriver |
| 19      | Margaret Court |
| 18      | / Natalija Zverjeva |
| 17      | Elizabeth Ryan, Gigi Fernández |
| 16      | Billie Jean King |
| 14      | Doris Hart, Serena Williams, Venus Williams |
| 13      | Darlene Hard, Martina Hingis |
| 12      | Shirley Fry Irvin, Thelma Coyne Long, / Jana Novotná |
| 11      | Sarah Palfrey Cooke, Maria Bueno |
| 10      | Nancye Wynne Bolton, Virginia Ruano Pascual, Kateřina Siniaková |
| 9       | Helen Wills Moody, Simone Mathieu, Rosemary Casals, Helena Suková |
| 8       | Suzanne Lenglen, Judy Tegart Dalton, Paola Suárez |
| 7       | Juliette Atkinson, Hazel Hotchkiss Wightman, Lesley Turner Bowrey, Françoise Dürr, Barbora Krejčiková, Hsieh Su-wei |
| 6       | Mary Browne, Alice Marble, Evonne Goolagong Cawley, Betty Stöve, Arantxa Sánchez Vicario, Lisa Raymond, Kristina Mladenovic, Sara Errani                                                                                             |
| 5       | Esna Boyd Robertson, Daphne Akhurst Cozens, Althea Gibson, Renee Schuurman Haygarth, Helen Gourlay Cawley, Anne Smith, Kathy Jordan, Cara Black, / Liezel Huber, Roberta Vinci, Bethanie Mattek-Sands, Lucie Šafářová, Elise Mertens |